# 5,45 × 18 мм
5,45×18 мм МПЦ (малокалиберный пистолетный центрального воспламенения, Индекс ГРАУ — 7Н7) — советский малокалиберный пистолетный патрон с повышенной пробивной способностью пули.

## История
В конце 1960-х годов в СССР были инициированы работы по созданию нового пистолетного патрона МПЦ (малокалиберный патрон центрального боя) для малокалиберного пистолета скрытого ношения, предназначенного для вооружения командного состава КГБ и МВД.
Разработка патрона была поручена группе конструкторов и технологов ЦНИИточмаш под руководством А.И. Бочина (А. Д. Денисовой, Г.П. Шаминой и Л.С. Николаевой)
Денисовой были проведены исследования по выбору оптимального калибра. Первоначально работы проводились с калибром 6,35-мм, но по ряду причин (прежде всего, габаритам) выбор был остановлен на патроне калибра 5,45-мм. В ходе исследований отрабатывались пули различных конструкций: со свинцовым сердечником и со стальным сердечником. Пули со свинцовым сердечником были достаточно тяжелы и обладали недостаточным пробивным действием. Проходили испытания пули со стальным сердечником различной длины, веса и формы конической части сердечника (острые и тупые).
В 1973 году на вооружение был принят пистолет ПСМ.
В 1979 году на вооружение был принят патрон с пулей с комбинированным сердечником – стальным и свинцовым.
Производство патрона освоено в Болгарии, на заводе в городе Лясковец.

## Описание
Гильза патрона латунная, бутылочной формы с кольцевой проточкой. В гильзе содержится пороховой заряд массой 0,16 г. Пуля оболочечная, остроконечная с притуплённым носиком (для снижения возможности рикошетов), закреплена в гильзе путём кернения. Оболочка пули биметаллическая. Начальная скорость пули — 315 м/с, максимальное давление в патроннике не превышает 133 МПа.
Высокая начальная скорость и малый диаметр 5,45-мм остроконечной пули обеспечивает высокое пробивное действие, в том числе — поражение целей в бронежилетах 1—2 классов (пуля не разрывает нити бронеткани, а раздвигает их). В то же время, останавливающее действие сравнительно невысокое (за исключением попадания в жизненно важные органы).
Патрон 5,45×18 мм используется в пистолете ПСМ (и его коммерческой модификации ИЖ-75), а также в пистолетах Марголина, ОЦ-26 и автоматическом пистолете ОЦ-23 «Дротик» и стреляющем ноже «Хамелеон».

## Достоинства и недостатки
Как и все боеприпасы, патрон 5.45×18 мм имеет свои достоинства и недостатки:
| Достоинства | Недостатки |
| --- | --- |
| Высокое пробивное действие при невысокой энергии и скорости. Пуля как бы прокалывает бронежилеты - теряя минимум энергии, раздвигая нити кевлара, а не рвет их (затрачивая много энергии), как более крупные пистолетные патроны с большей энергией. | Низкое останавливающее действие, не высокое убойное, если пуля не попадет в мозг или сердце. Может понадобится несколько выстрелов, чтобы нейтрализовать цель.                                 |
| Компактные размеры патрона и оружия под него, простота автоматики, надежность. | Против твердых преград (типа стали, бронепластин) работает значительно хуже, чем против относительно мягких преград - типа кевлара, двери, стекло и т.п. - сказывается невысокая энергия пули. |
| Высокая кучность, тихий звук выстрела и низкая отдача дают преимущество на дистанции до 10 метров. | Невысокая энергия и быстрая ее потеря на дистанции свыше 25 метров. |

## Варианты патронов
Производство патронов 7Н7 было развёрнуто на Тульском патронном заводе. Выпускались следующие варианты патронов 5,45х18 мм:
- штатный патрон 5,45×18 мм МПЦ с оболочечной пулей 7Н7 с составным сердечником в виде усечённого конуса (впереди стальной, сзади свинцовый)[9]. Масса пули 2,4 г. Дульная энергия 129 Дж. Пробивает 45 слоев кевларовой ткани.
- патрон с оболочечной пулей ПСО со свинцовым сердечником. Производится на экспорт в качестве боеприпаса для гражданского оружия. Масса пули 2,6 г. Дульная энергия 134 Дж. Пробивное действие пули снижено. Разработан в начале 1990-х годов на Тульском патронном заводе.
- холостой патрон 7Х8
- патрон 7Н11 - 7,62-мм газовый пистолетный патрон ТК-024

Также на базе гильзы патрона МПЦ специалистами ТЕХКРИМ для газового пистолета ПГ были разработаны гражданские газовые и холостые патроны.

## В играх
- Hitman 2: Silent Assassin (2002) - Под названием «.54 Pistol».
- Syphon Filter: The Omega Strain (2004) - Под названием «PSM».
- Ghost In The Shell : First Assault (2016)

## В аниме
- В медиафраншизе Ghost in the shell используется в пистолетах Seburo M5, которым пользуется главная героиня Мотоко Кусанаги.